# Pinnotheroidea
Super-famille
Les Pinnotheroidea sont une super-famille de crabes. Elle comprend deux familles.

## Liste des familles
Selon World Register of Marine Species (4 juillet 2016) :
- famille Aphanodactylidae Ahyong & Ng, 2009
- famille Pinnotheridae De Haan, 1833

## Référence
- De Haan, 1833 : Crustacea. Fauna Japonica sive Descriptio Animalium, Quae in Itinere per Japoniam, Jussu et Auspiciis Superiorum, qui Summum in India Batava Imperium Tenent, Suscepto, Annis 1823–1830 Collegit, Noitis, Observationibus et Adumbrationibus Illustravit. Leiden, Lugduni-Batavorum. p. 1–243.